# Palicourea dimorphandroides
Palicourea dimorphandroides är en måreväxtart som först beskrevs av John Duncan Dwyer, och fick sitt nu gällande namn av Charlotte M. Taylor. Palicourea dimorphandroides ingår i släktet Palicourea och familjen måreväxter. Inga underarter finns listade i Catalogue of Life.